# 浣溪镇
浣溪镇，是中华人民共和国湖南省株洲市茶陵县下辖的一个乡镇级行政单位。

## 行政区划
浣溪镇下辖以下地区：
浣溪社区、由义村、麻塘村、土桥村、梅林村、荷塘村、顾母村、东流村、八旦村、太英村、白露村、飞盐村、溪江村、龙下村、小汾村、下小村、杨柳村和寒江村。

## 交通
- 吉衡铁路：浣溪站